# Virginia Slims of New Jersey 1983
Virginia Slims of New Jersey 1983 — жіночий тенісний турнір, що проходив на відкритих кортах з твердим покриттям Ramapo College у Маві (США). Належав до турнірів 2-ї категорії в рамках Світової чемпіонської серії Вірджинії Слімс 1983. Відбувся вшосте і тривав з 22 серпня до 28 серпня 1983 року. Шоста сіяна Джо Дьюрі здобула титул в одиночному розряді й отримала за це 22 тис. доларів США.

## Фінальна частина

### Одиночний розряд
Джо Дьюрі —  Гана Мандлікова 2–6, 7–5, 6–4
- Для Дьюрі це був 1-й титул за рік і 1-й — за кар'єру.

### Парний розряд
Джо Дьюрі /  Шерон Волш —  Розалін Феербенк /  Кенді Рейнолдс 4–6, 7–5, 6–3
- Для Дьюрі це був 3-й титул за сезон і 4-й — за кар'єру. Для Волш це був 5-й титул за сезон і 16-й — за кар'єру.

## Розподіл призових грошей
| Дисципліна       | П       | F       | ПФ     | ЧФ     | 1/8    | 1/16 | 1/32 |
| Одиночний розряд | $22,000 | $11,000 | $5,775 | $2,600 | $1,300 | $700 | $300 |